# 집속탄에 관한 협약
집속탄에 관한 협약(Convention on Cluster Munitions, CCM)은 특정 지역에 소탄("폭탄")을 흩뿌리는 폭발성 무기의 일종인 집속탄의 모든 사용, 이전, 생산 및 비축을 금지하는 국제 조약이다.

## 내용
집속탄은 2차 세계대전 때 처음 사용됐다. 이때 집속탄으로 민간인 5만5000에서 8만60000명 정도가 사망한 것으로 추정된다. 2차 세계대전 당시 독일과 소련이 개발했고, 미국이 베트남 전쟁 등에서 사용해 막대한 피해를 낳았다. 이후 민간인 피해 등을 이유로 비인도적 무기로 지목되었다.
2006년 레바논을 침공한 이스라엘군이 사용한 집속탄의 40%가 불발되고, 이후 민간인 피해가 잇달아 발생한 것이 이 협약 성립의 계기가 되었다.
이 협약은 피해자 지원, 오염된 장소 정리, 위험 감소 교육 및 비축물 파괴를 지원하는 프레임워크를 만들었다. 이 협약은 2008년 5월 30일 더블린에서 채택되었으며, 2008년 12월 3일 오슬로에서 서명을 위해 열렸다. 30개 국가에서 비준한 지 6개월 후인 2010년 8월 1일에 발효되었다.
2023년 12월 현재, 총 124개 국가가 협약을 비준했으며, 112개 국가들이 협약에 서명했지만, 12개 국가가 아직 비준하지 않았다.a

## 대한민국
미국, 러시아, 우크라이나는 협약에 서명하지 않았다. 한국, 폴란드, 이스라엘도 국내 안보를 이유로 집속탄 금지 협약에 가입하지 않았다. 한국은 집속탄을 생산하는 16개국 중 하나이기도 하다.

## 강철비
1991년 걸프전에서, 미군의 집속탄이 목표 지점 상공에서 자탄이 비처럼 쏟아진다 하여, 강철비(Steel rain)라는 별명이 생겼다.

## 카츄사

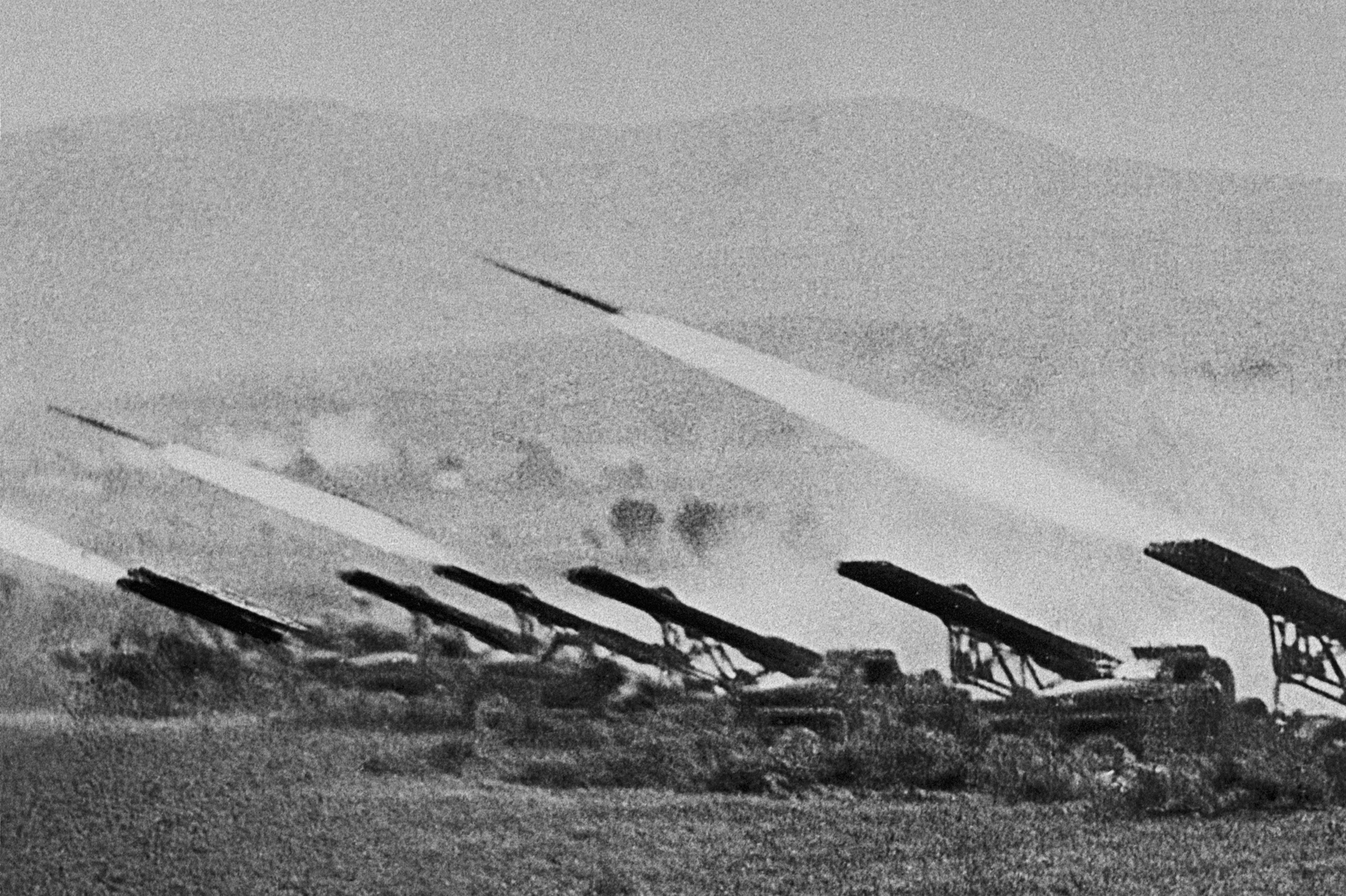
1942년 10월 6일 스탈린그라드 전투 당시의 카튜샤.

다연장로켓은 최초 옛소련이 1941년 개발한 후 독일과의 전쟁에 카츄샤(Katyusha)라고 불리는 BM-13 다연장로켓을 출전시켜 독일군 진영을 와해시키면서 일약 유명한 무기체계로 떠올랐다.
한국군은 물론 미국을 비롯한 자유진영 국가는 MGR-1 어네스트존과 같은 단연장 로켓을 운용하고는 있었지만 다연장로켓은 거의 보유하고 있지 않았다. 독일군이 소련군의 카츄사 다연장로켓에 호되게 당한 후 이를 응용, 연합군에게 사용했던 것과는 달리 미국은 베트남 전쟁에서 소련이 제공한 북베트남군의 다연장로켓을 경험한 후에야 다연장로켓의 필요성을 느끼고 개발에 들어갔다.
1938년 미하일 이사코프스키의 시(詩)에 마트베이 블란테르가 곡을 붙인 ‘카튜샤’(Katyusha)라는 노래는 독소전(獨蘇戰) 동안 소련 인민들에게 애창됐고 붉은 군대에서는 군가처럼 불렸다. 이 노래는 소련 인민의 대독(對獨) 항전 의지를 고취하는 데 큰 역할을 했다. 이런 힘 때문인지 소련군은 스탈린그라드 전투 때부터 큰 전과를 올린 다연장로켓포에 같은 이름을 붙였다. 발사 시 요란한 굉음과 오르간을 연상시키는 발사대 레일의 모양 때문에 ‘스탈린의 오르간’으로도 불린 카튜샤의 위력은 가공스러웠다. 차량이나 선박, 열차 등 모든 운송 수단에 장착할 수 있어 신속한 기동이 가능했다. 각 발사대마다 4㏊의 면적에 4t의 폭약을 한꺼번에 쏟아부을 수 있었다. 또 빠른 속도 때문에 날아오는 것을 소리로 알 수 없었고 어디에 떨어질지 예측할 수도 없었다. 카튜샤의 공격을 받은 독일군 진지는 그야말로 쑥대밭이 됐다.
카튜샤는 원래 1939년 개발된 사정거리 8.2㎞의 BM-13로켓을 가리켰으나 이후 일반명사화돼 BM-13의 파생 모델(북한의 방사포도 그 중 하나다)을 포함, 공산권의 모든 다연장로켓을 통칭하는 이름이 됐다. 한국에서도 얼마 전까지만 해도 국군이 보유한 다연장로켓을 그렇게 부르기도 했다.

## 불발탄
카츄사로 유명한 집속탄은, 문제점이, 높은 불발율이다. 러시아 집속탄은 불발율이 40% 정도 된다고 한다. 그러면, 전쟁이 종료되고 나서, 아이들이 장난감으로 알고 만지다가 터지는 경우가 많아서, 매우 악랄하고 잔인한 무기라면서, 인권에 대한 비판을 매우 많이 받았다.
그래서 유럽에서는 집속탄을 금지하는 협약이 제안되어, 국제법이 되었지만, 원조 러시아와 미국, 북한과 남한은 모두 협약 비준을 거부했으며, 2023년 현재도 남북한은 엄청난 양의 집속탄으로 무장한 채로, 최전방에서 서로를 향해 겨누고 있다. 북한에서는 보통 방사포라고 부른다.

## 같이 보기
- 암스 컨트롤
- 휴먼 라이츠 워치
- 오타와 협약

### 공식
- clusterconvention.org  –  공식 웹사이트
  - 협약의 텍스트
- Signatures and ratifications (UN 협약)